# 玉村 (岐阜県)
玉村（たまむら）は、かつて岐阜県不破郡に存在した村である。
現在の関ケ原町の西北部に該当し、藤古川（牧田川支流）沿いの地域で西は滋賀県に面する。
北国脇往還の宿場（玉宿）を中心とした村であり、1914年から1945年には陸軍の火薬庫（名古屋陸軍兵器補給廠関ヶ原分廠）が設置されていた。

## 沿革
- 江戸時代、この地域は旗本（竹中氏）領であった。
- 1889年（明治22年）7月1日 - 町村制により玉村が成立。
- 1954年（昭和29年）9月1日 - 関ケ原町、玉村、今須村、および岩手村の一部[2]が合併し、関ケ原町となる。

## 学校
- 玉村立玉小学校　（1978年に関ヶ原小学校と統合し関ヶ原北小学校[3]）

中学校は組合立関ヶ原中学校